# Kulturní vzorce
Kulturní vzorce (též kulturní vzory nebo vzory kultury) zahrnují veškeré tradice, obyčeje, zvyky, modely chování, morální zákony, normy, tabu, soubory hodnot, uspořádání institucí a rodové zkušenosti, které charakterizují danou kulturu. Teoretický základ tohoto pojmu rozpracovala Ruth Benedictová ve svém díle Patterns of Culture (1934).
Někdy se pojem kulturní vzorec používá ve významu obyčej nebo zvyk.

## Pojem kulturní vzorec
Kulturní vzorec je obecně přijímaný soubor hodnot napodobovaný napříč generacemi určité kultury.
Vzorce kultury jsou systémem vnitřních stavů, které jsou pro danou kulturu charakteristické. Jedinec si je osvojuje během procesu socializace a zároveň je poznává zpětně v kulturních výtvorech společnosti. Studiem kulturních vzorců se zjišťuje, jak v dané kultuře fungují mezilidské vztahy, zkoumají se její zvláštnosti a odhalují se pravidla chování. Pro začlenění do společnosti a bezkonfliktní existenci jedince je nutné tato nepsaná pravidla dodržovat. V případě jejich porušení nastupuje sankce (např. ve formě posměchu či fyzického trestu).
Kromě žádoucí socializace přispívají kulturní vzorce ke stabilizaci kultury a přenosu kulturních hodnot.
Pojem kulturní vzorec naznačuje, že kultura není pouze nahodilé seskupení mnoha prvků, ale je uspořádaným systémem.

## Kulturní vzorce (Patterns of Culture)
Podle antropoložky Ruth Benedictové jsou kulturní vzorce základní skladební prvky kultury.
Ruth Benedictová byla americká kulturní antropoložka a představitelka kulturního realismu, její práce Patterns of Culture (Kulturní vzorce, 1934) je teoretickým základem tohoto pojmu. Hlavní myšlenkou knihy je konfigurace kultury, kterou Benedictová také nazývá „duchem kultury“.  Snaží se ukázat, že každá kultura má své morální prvky, kterým nemůžeme porozumět odděleně, pochopíme je pouze tehdy, pokud budeme na kulturu nahlížet jako na celek. Stejně tak i jednotlivce musíme chápat v souvislosti s jeho kulturou a stylem života. Systém estetického vnímání i hodnotového žebříčku je podle ní přímo podmíněný právě kulturou, a ne jednotlivcem. Podle Benedictové se nikdo nerodí se zcela nepředpojatým názorem na svět, ale je podmíněn kulturou, do které se narodí .
Benedictová došla ke svým poznatkům převážně z výsledků srovnání Indiánů kmene Zuni v Novém Mexiku s kmenem Kwakiutlů v Britské Kolumbii Benedictová zjistila, že Zunijská kultura klade důraz na rovnováhu, skromnost, zdrženlivost, harmonii, spolupráci a sdílení. Je to, slovy filosofa Oswalda Spenglera, „apollinská“ kultura. Naproti tomu kwakiutlská kultura zdůrazňuje společenskou hierarchii, soutěživost, agresivitu a dosahování extrémních cílů. Benedictová nazvala tuto kulturu „dionýskou“, tímto dionýským typem je myšlen individualistický, vášnivý, s oblibou hranice překračující styl života. Opakem je mu potom apollinská kultura, kde převládá umírněnost, bezkonfliktnost a nižší emocionálnost. Označení těchto kultur vychází z řecké mytologie. Apollón a Dionýsus byli oba synové boha Dia. Apollón je spojován s rozumem a řádem, jeho bratr je oproti tomu bohem veselí a iracionálna. Benedictová ve své knize Kulturní vzorce (1934) tyto vzory mírně poupravila a využila je k ilustraci rozdílů mezi kulturními okruhy amerických domorodých kmenů.

## Kulturní vzorce u dalších antropologů
Další antropologové ve třicátých a čtyřicátých letech 20. století hovořili o „charakteru“ kultury a někteří psychoanalytici popisovali celé kultury v pojmech, které se obvykle používají k vystižení osobnostních typů. Většina antropologů dnes podobná zobecňování odmítá, neboť zkreslují fakta a hrubě zjednodušují situaci. Kulturní vzorce skutečně existují, ale nyní se říká, že zahrnují pouze omezené části kultury.

## Kulturní vzorce ve světě

### Amerika vs. Japonsko
Problematikou kulturních vzorců a jejich rolí při mezikulturní komunikaci se zabývá také rozsáhlá
studie sociologa Edwarda C. Stewarta, původně vydaná roku 1972 a aktualizována v roce 1991 ve spolupráci s Miltonem J. Bennettem. Kniha reaguje na globalizaci v oblasti průmyslu, obchodu, vědy a techniky a rostoucí potřebu funkčních vztahů mezi Američany a příslušníky jiných kultur. Problémy v praxi údajně vyvolávají dvě složky kultury:
1. subjektivní (psychologické rysy kultur jako předpoklady, hodnoty a vzorce myšlení)
2. a objektivní (instituce a nástroje jako např. ekonomický systém, společenské zvyky, politické struktury a procesy, umění, řemesla, literatura) – a podvědomé zařazování té druhé do první.

Správná interpretace kulturních vzorců a jejich rozdílů v různých částech světa je v knize prezentována jako klíč k efektivní komunikaci “face-to-face” a k předcházení sporů ať už politických, nebo obchodních. Podrobně přitom analyzuje jevy, které formují americkou kulturu, a které se Američanům zdají zcela běžné a samozřejmé, a porovnává je na konkrétních případech s představami jiných kultur, zejména pak té japonské. Studie je rozdělena podle několika základních aspektů formujících určitou kulturu.
- První kategorií jsou zde předpoklady a hodnoty, které vytvářejí obraz toho, co je skutečné (materiální svět, věci a příroda nemají duši, materiální komfort na úkor blízkosti k přírodě).
- Dalšími zkoumanými kategoriemi jsou vzorce vnímání a myšlení (Američané věří hlavně faktům a číslům, zatímco Japonci dají hodně na instinkt, všudypřítomný americký pragmatismus), vliv kultury na jazyk (americká kultura je hlavně o konání, dosahování cílů → pozdrav how are you doing? – jak ti „to“ jde?), způsoby konání (americká orientace na řešení problémů a překonávání překážek, oddělování práce a zábavy – nemusí platit např. v hispánském světě či v Asii).

Velké rozdíly jsou pak ve vnímání společenských vztahů, přičemž USA fungují na principu rovnosti a hodnocení jedince podle dosažených úspěchů, zatímco v jiných kulturách hraje velkou roli sociální status a otázka původu (v USA je obvyklá neformálnost veškerého jednání, přátelství je nezávazné, např. v Latinské Americe mnohem vážnější). Posledními kapitolami jsou pak vnímání světa (duše, příroda, bohatství, chudoba) a vnímání jedince (v USA výrazný individualismus, v Japonsku spíše kolektivní rozhodování).